# Shaftesbury (pays de Galles)
Pour les articles homonymes, voir Shaftesbury.
Shaftesbury est une communauté du borough de comté de Newport, au pays de Galles.

## Géographie
La communauté de Shaftesbury fait partie de l'agglomération de Newport. Elle se trouve au nord du centre-ville, sur la rive occidentale de l'Usk.

## Démographie
Au recensement de 2011, la communauté de Shaftesbury comptait 5 135 habitants.

## Culture locale et patrimoine
La communauté de Shaftesbury abrite huit monuments classés.